# Christopher Rich (actor)
Christopher Rich Wilson (Dallas, Texas, 16 de septiembre de 1953) es un actor estadounidense, principalmente conocido por sus papeles en Murphy Brown, Reba, Boston Legal y Melissa & Joey.

## Carrera
Rich se hizo popular interpretando el papel de Alexander "Sandy" Cory en el drama Another World de 1981 a 1985. También protagonizó la serie de corta duración The Charmings (1987-1988) como el príncipe Eric Charming, con Carol Huston, Caitlin O'Heaney, Judy Parfitt y Paul Winfield.
En 1990, Rich interpretó el papel del popular personaje de dibujos animados Archie Andrews en la película para televisión Archie: To Riverdale and Back Again. La película se basó en los personajes de Archie Comics. Luego, Rich apareció en la película de 1993 The Joy Luck Club.
Durante la década de 1990, Rich tuvo apariciones especiales en varios programas de televisión como Renegade, The Nanny, Soon Susan y ER, entre otros. También tuvo papeles recurrentes en The George Carlin Show (como el Dr. Neil Beck), Murphy Brown (como Miller Redfield) y Nash Bridges (como el agente David Katz).
En 2001, Rich se unió al elenco de Reba interpretando a Brock Hart, el exmarido del personaje principal (interpretado por Reba McEntire). Rich permaneció en el programa hasta el final de la serie en 2007.
Durante este tiempo, Rich también tuvo un papel recurrente en Boston Legal, interpretando al abogado Melvin Palmer. Después de eso, también interpretó al editor de libros Bruce en dos episodios de Desperate Housewives de ABC. También interpretó al padre de Mel en la serie de televisión Melissa & Joey.

## Biografía y vida personal
Rich asistió a la Universidad de Texas y recibió un título en artes teatrales en la Universidad de Cornell. Estuvo casado con su coprotagonista de Another World, Nancy Frangione, desde 1982 hasta 1996.
Actualmente está casado desde 2003 con su segunda esposa Eva Rich (Ewa Halina Jesionowska), finalista de Miss Polonia 1985 y ex gimnasta que participó en los Juegos Olímpicos de Verano de 1980 en Moscú. Rich tiene dos hijas gemelas con Eva, Lily y Daisy Rich, y una hija con Frangione, Mariel Rich.
En 2015, Christopher, junto con sus esposa y sus dos hijas aparecieron en las dos primeras temporadas de la serie de telerrealidad polaca llamada Żony Hollywood (en inglés Hollywood Wives) basada en la franquicia The Real Housewives, en la que su esposa, Eva, era una de las estrellas.
En 2018, Christopher Rich sufrió un derrame cerebral masivo que le impidió utilizar el lado izquierdo de su cuerpo durante algunos meses.

## Filmografía

### Películas
| Año  | Título                     | Papel                            | Notas                    |
| ---- | -------------------------- | -------------------------------- | ------------------------ |
| 1989 | Prisoners of Inertia       | Dave                             |                          |
| 1991 | Flight of the Intruder     | Teniente Morgan "Morg" McPherson |                          |
| 1993 | The Joy Luck Club          | Rich                             |                          |
| 1997 | Critics and Other Freaks   | Sandy                            |                          |
| 2014 | Rawdon's Roof              | Joe Bradley                      | Corto                    |
| 2016 | Light on Sunshine          | Rocky                            | Corto                    |
| 2016 | Cassidy Way                | Donald                           |                          |
| 2017 | Anabolic Life              | Dr. Williams                     |                          |
| 2017 | Christmas In The Heartland | Bob Gentry                       | Película para televisión |
| 20?? | Land of the Free           | Kirk Davis                       | Preproducción            |

### Televisión
| Añp       | Título                                      | Papel                   | Notas                  |
| --------- | ------------------------------------------- | ----------------------- | ---------------------- |
| 1981-1985 | Another World                               | Sandy Cory              | Papel recurrente       |
| 1985      | The Recovery Room                           | Dr. Russell Sears       | Película de televisión |
| 1987      | Sweet Surrender                             | Vaughn Parker           |                        |
| 1987-1988 | The Charmings                               | Eric Charming           | Papel principal        |
| 1988      | Smart Guys                                  | Ned                     | Serie de televisión    |
| 1989      | Hound Town                                  | Napoleon (voz)          | Película de televisión |
| 1989      | Baywatch                                    | Derrick Benton          | 1 episodio             |
| 1989-1997 | Murphy Brown                                | Miller Redfield         | Papel recurrente       |
| 1990      | Empty Nest                                  | John                    | 1 episodio             |
| 1990      | Archie: To Riverdale and Back Again         | Archie Andrews          | Película de televisión |
| 1990      | Married People                              | Ned                     | 1 episodio             |
| 1991      | In the Line of Duty: Manhunt in the Dakotas | Scott Faul              | Película de televisión |
| 1991      | The Gambler Returns: The Luck of the Draw   | Lute Cantrell           | Película de televisión |
| 1992      | Sibs                                        | Sean                    | Papel recurrente       |
| 1993      | Almost Home                                 | Jim Morgan              | 1 episodio             |
| 1993      | Dream On                                    | Mark                    | 1 episodio             |
| 1993      | The Adventures of Brisco County, Jr.        | Doc McCoy               | 1 episodio             |
| 1994-1995 | The George Carlin Show                      | Dr. Neil Beck           | Papel principal        |
| 1995      | The Nanny                                   | Kurt Jacobs             | 1 episodio             |
| 1995      | The Client                                  | Dan Goodwin             | 1 episodio             |
| 1996      | Renegade                                    | Ted Fisher              | 1 episodio             |
| 1996      | Mr. & Mrs. Smith                            | Mr. Jones               | 1 episodio             |
| 1996      | Hope and Gloria                             | Dr. Ben Shipley         | 1 episodio             |
| 1996      | The Louie Show                              | Bob                     | 1 episodio             |
| 1996-1998 | Nash Bridges                                | Agente David Katz       | 3 episodios            |
| 1997      | Life... and Stuff                           | Chuck Metcalf           | 1 episodio             |
| 1998      | Suddenly Susan                              | Rep. Francis Shafer     | 2 episodios            |
| 1998      | Alright Already                             | Lowell                  | 2 episodios            |
| 1998      | The Tony Danza Show                         | Kyle Wentworth          | 1 episodio             |
| 1999      | Love Boat: The Next Wave                    | Matt                    | 1 episodio             |
| 1999      | Sabrina the Teenage Witch                   | John                    | 1 episodio             |
| 2000      | ER                                          | Ron Perth               | 1 episodio             |
| 2000      | Going Home                                  | Jack                    | Película de televisión |
| 2001      | The Lone Gunmen                             | Jefferson               | 1 episodio             |
| 2001-2007 | Reba                                        | Brock Hart              | Papel principal        |
| 2004      | Fatherhood                                  | Mr. Tremblay (voz)      | 1 episodio             |
| 2005-2008 | Boston Legal                                | Abogado Melvin Palmer   | Papel recurrente       |
| 2007      | The Wedding Bells                           | Johnny Kad              | 1 episodio             |
| 2009      | CSI: Crime Scene Investigation              | Entrenador Jimmy Miller | 1 episodio             |
| 2009-2010 | Desperate Housewives                        | Bruce                   | 2 episodios            |
| 2010-2015 | Melissa & Joey                              | Russell Burke           | Papel recurrente       |
| 2011      | Shake It Up                                 | Alcalde Bartlett        | 1 episodio             |
| 2011      | My Freakin' Family                          | Gary                    | Película de televisión |
| 2012      | Happily Divorced                            | Frank                   | 1 episodio             |
| 2012      | Animal Practice                             | Jack Jackson            | 1 episodio             |
| 2012      | Rizzoli & Isles                             | Det. Rich Gibson        | 1 episodio             |
| 2013      | Holiday Road Trip                           | Roger                   | Película de televisión |
| 2014      | Swallow Your Bliss                          | Martin                  | Piloto                 |
| 2025      | Happy's Place                               | Maverick                | 1 episodio             |